# Seminario Mayor de Tucumán
El Seminario mayor es una comunidad eclesial y educativa que tiene como finalidad “el acompañamiento vocacional de los futuros sacerdotes, y por tanto el discernimiento de la vocación, la ayuda para corresponder a ella y la preparación para recibir el sacramento del Orden con las gracias y responsabilidades propias, por las que el sacerdote se configura con Jesucristo Cabeza y Pastor y se prepara y compromete para compartir su misión de salvación en la Iglesia y en el mundo”.

## Introducción
El Seminario Mayor de Tucumán fue creado en 1899, dos años después de la creación de la diócesis de Tucumán, siendo obispo Mons. Pablo Padilla y Bárcena (1898-1921), durante el pontificado del papa León XIII. El obispo encargó la formación del clero de la nueva diócesis a los padres lourdistas venidos de Francia.
Esto fue así hasta 1907, que por contar con pocos seminaristas teólogos, los seminaristas fueron enviados a Buenos Aires. En este periodo se ordenaron veinte sacerdotes.
Para 1911 se inaugura el edificio donde comenzaría a funcionar el Seminario Menor ubicado donde actualmente funciona el Seminario Mayor. La obra fue diseñada por el arquitecto Pelsmaker.
El 15 de abril de 1932 los obispos del norte crean en la provincia de Catamarca un Seminario Regional para la formación del clero a cargo de los sacerdotes del Verbo Divino. En el mismo año, Mons. Agustín Barrere hace cargo a la Hermandad de Sacerdotes Operarios de la formación del Seminario Menor.
En 1963 a raíz del cierre del Seminario Regional, Mons. Juan Carlos Aramburu crea el Seminario Mayor “Nuestra Señora de las Mercedes” también bajo la dirección de los Padres Operarios hasta 1991 donde el clero Diocesano asumirá esta tarea.

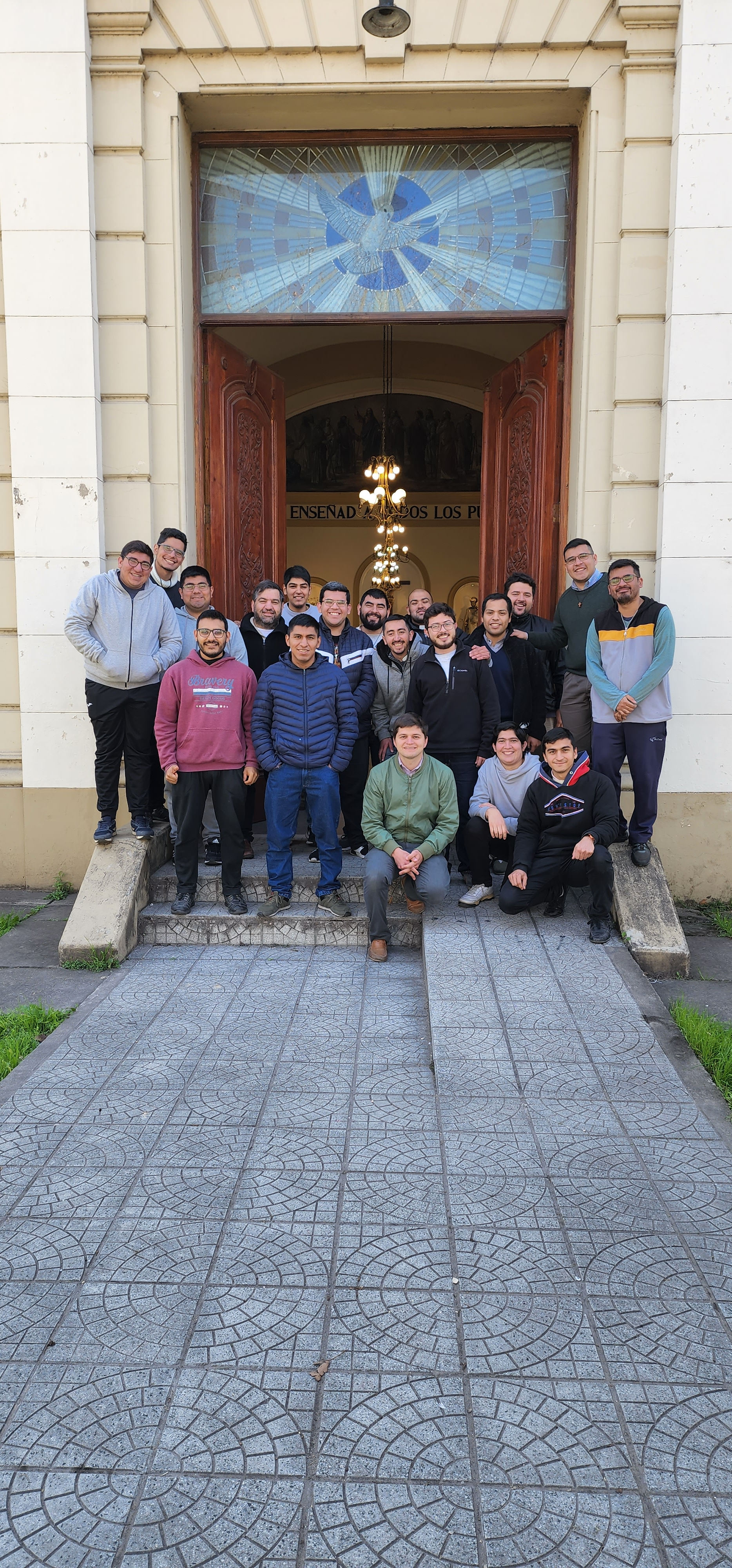
Seminaristas 2022

En el Seminario actualmente se forman jóvenes de la arquidiócesis de Tucumán y de otras diócesis del NOA: Santiago del Estero, Catamarca, Nueva Orán (Salta), Añatuya (Santiago del Estero) y Concepción (Tucumán).

## Historia

### Origen de los Seminarios en la Iglesia

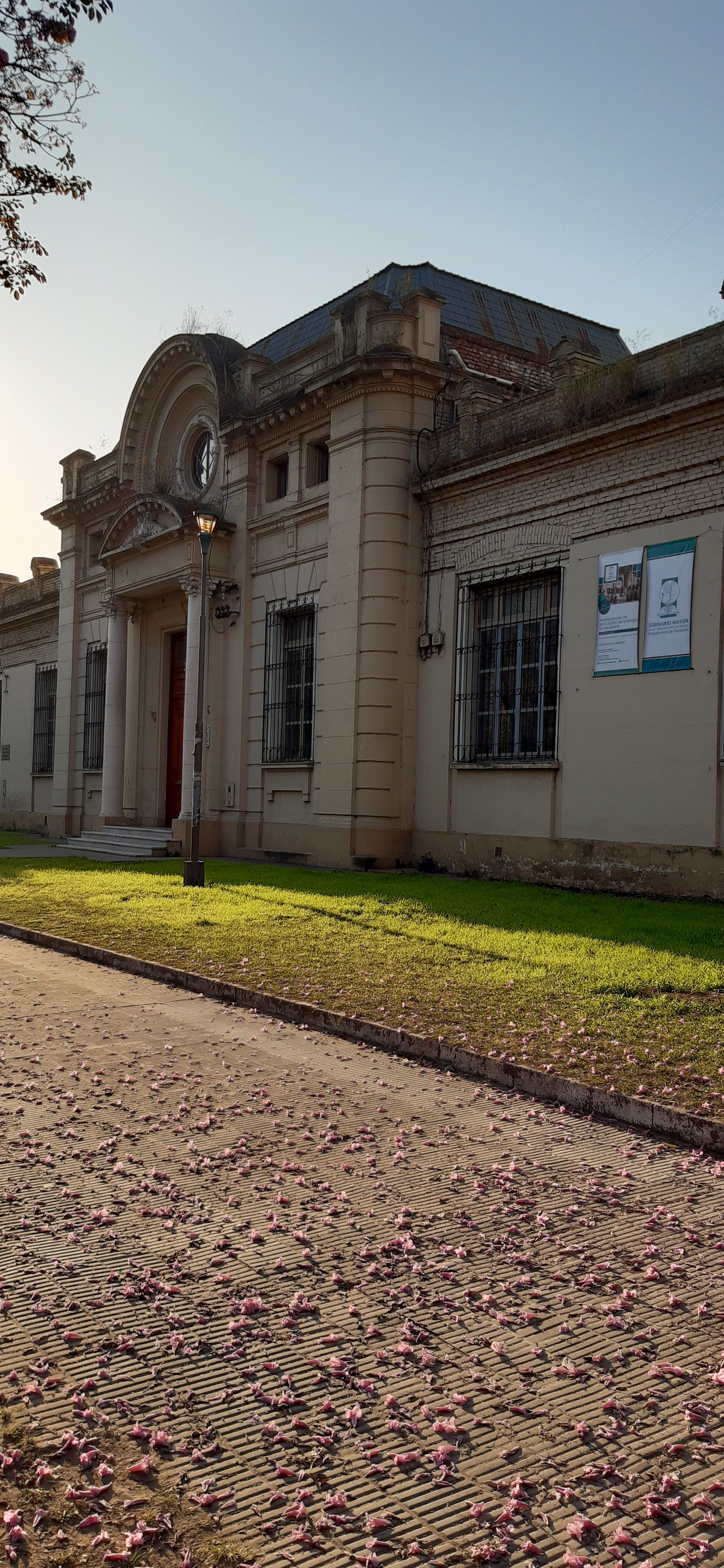
Seminario Mayor de Tucumán

La celebración del Concilio de Trento (1545-1563) trajo a la Iglesia uno de sus mejores frutos del que aun se goza en la actualidad: el Seminario. Existían ya algunas experiencias formativas en torno al sacerdocio ministerial, pero Trento presentó algo novedoso. Como no es fácil de encontrar el texto del decreto 18 de la sección 23, lo paso a transcribir.
“Siendo la juventud inclinada a seguir los placeres del mundo, si no se la educa convenientemente, y de no formarla desde los tiernos años en piedad y religión antes de que los vicios la dominen, nunca podrá perseverar en la disciplina eclesiástica con perfección y sin un grande y especialísimo auxilio de Dios omnipotente, el Santo Sínodo ordena que todas las catedrales, metropolitanas e iglesias mayores, según sus posibilidades y la extensión de la diócesis, estén obligadas a mantener, educar religiosamente e instruir en las disciplinas eclesiásticas a un cierto número de niños de la misma ciudad y diócesis o de su provincia (de no encontrarlos en aquella) en un Colegio especial junto a las mismas iglesias o en otro lugar conveniente, que elegirá el Obispo.
En este Colegio recíbanse a los niños que tengan por lo menos doce años, nacidos de legítimo matrimonio, que sepan bien leer y escribir y cuyo carácter e inclinación ofrezcan esperanzas de que habrán de servir siempre en los ministerios eclesiásticos. Quiere el Santo Sínodo que se elijan preferentemente los hijos de los pobres, sin excluir los de los ricos, con tal que se costeen por su cuenta y demuestren voluntad de servir a Dios y a su Iglesia. A estos jóvenes el Obispo los distribuirá en tantas secciones cuantas crea conveniente, según su número, edad y adelantos en la carrera eclesiástica. Según le parezca oportuno, los ira destinando al servicio de las iglesias y a los restantes los retendría en el Colegio para su educación, y pondrá a otros en el lugar de los que vayan saliendo, de manera que este Colegio sea un perpetuo seminario de ministros del Señor.

Ahora bien, para que sean más cómodamente instruidos en la disciplina eclesiástica, desde el primer momento llevarán tonsura y hábito clerical, y aprenderán gramática, canto, cómputos eclesiásticos y demás materias de letras humanas (aliarumque bonarum artium disciplinam). Asimismo se instruirán en Sagrada Escritura, libros eclesiásticos, homilías de los santos y en la manera de administrar los sacramentos, sobre todo respecto de oír confesiones, con todos sus ritos y ceremonias. Cuide el Obispo de que asistan diariamente al sacrificio de la Misa y de que, al menos cada mes, confiesen sus pecados y conforme al parecer del confesor tomen el Cuerpo de nuestro Señor Jesucristo; de que sirvan en la catedral y en las otras iglesias de la población los días festivos. Y todas estas cosas y otras que parezcan oportunas y necesarias, cada uno de los Obispos las ordenaran de acuerdo con dos de los canónigos mas ancianos y graves, que ellos mismos habrán de elegir, según el Espíritu Santo les sugiera, y se afanarán para que se cumplan todas estas cosas visitando muchas veces el Seminario. A los díscolos, incorregibles y sembradores de malas costumbres, los castigarán con rigor y cuidaran diligentemente de remover  los obstáculos que se opusieren a la conservación y aumento de tan santa y pía institución”.
Con este texto, Trento deja establecido el modo como se llevara a cabo la formación sacerdotal. Sabemos que los mandatos del Concilio tardaron en difundirse y más aún en cumplirse. Estamos hablando de mediados del siglo XVI.
Cuando en América, más precisamente en nuestra región del Tucumán comenzaron a verse los primeros florecimientos de la misión de la Iglesia, uno de ellos fue a través de la organización eclesiástica. Con las primeras diócesis se vieron abrir los primeros seminarios. En primer lugar tenemos al seminario Nuestra Señora de Loreto fundado en 1597 en la primera diócesis del Tucumán en Santiago del Estero.
Luego, el Seminario Conciliar San Buenaventura en la ciudad cabecera del entonces obispado de Salta. El primer intento de fundación se dio en 1863 en una casa particular, pero por la escasez de recursos debió cerrarse hasta que se pudo levantar “el primer y principal cuadro del edificio”. El decreto de erección corresponde a Mons. Fray Buenaventura Rizo Patrón, del 23 de mayo de 1874.

### Documentos que tratan sobre el seminario
Muchos siglos después de Trento, nos encontramos con un Sínodo (1899) muy cercano a nosotros aunque celebrado en la ciudad eterna. Por diversas razones digo que fue cercano, una de ellas es porque el tema a tratar fue la situación de la Iglesia en América Latina. Otra, porque en el Sínodo participó el Obispo diocesano de Tucumán, Mons. Pablo Padilla y Bárcena. En el Título VII se encuentra el tema “de la formación del clero”.
- En capítulo I habla de la elección y preparación de los niños al estado clerical en el Seminario.
- En el capítulo II trata de los Seminarios menores.
- En el capítulo III, de los Seminarios Diocesanos Mayores.
- Y en el último capítulo, del examen de los sacerdotes recién ordenados.

Es un perfecto plan formativo que va desde los primeros años hasta después de la ordenación. El texto conclusivo de dicha reunión nos otorga mayor luz en lo que la Iglesia pretendía de la formación sacerdotal. Fiel al tridentino, repite en tono disciplinar y esquemático lo que se venia viviendo hasta ahora. El Obispo Padilla, hace suya la inquietud universal de celebrar Sínodos diocesanos. Por tanto, desde el 19 al 25 de marzo de 1905 se vio reunidos en la catedral a los más importantes exponentes eclesiásticos para establecer los cimientos de la nueva diócesis.

## Cronología

### Fechas de inauguraciones y bendiciones solemnes en el Seminario Mayor
- 20 de abril de 1912 – Inauguración solemne del edificio de Av. Sarmiento, por Mons. Padilla. No fue inaugurado íntegro.
- 20 de octubre de 1927 – “Inauguración (por Mons. Piedrabuena) de las placas de bronce colocadas a la entrada del Seminario como signo de sincera gratitud al Dr. Pablo Padilla y Bárcena, y a los que colaboraron en la primera hora en la gran obra del Seminario” (libro de efemérides I, pág. 52).
- 10 de noviembre de 1927 – “este año también el obispo hizo traer de Europa los hermosos vidrios catedral que ostentan las puertas y ventanas de nuestra capilla” (libro de informes 1934-1964).
- 3 de octubre de 1928 – Bendición del ventanal de Santa Teresita en la Capilla por el Sr. Obispo de Santiago del Estero, Mons. Rodríguez. (Libro de efemérides I, pág. 66).
- 21 de abril de 1936 – “se aprueba la construcción y restauración de la actual puerta de la capilla del Seminario” (Libro de efemérides 1934-1964).
- 9 de agosto de 1945 – Bendición del claustro en honor a Mons. Agustín Barrére por el 80 aniversario de su natalicio. (Claustro de la Virgen del Valle).
- 8 de abril de 1987 – El nuevo edificio de seis pisos fue bendecido desde el aeropuerto de Tucumán por el Papa Juan Pablo II bajo el obispado de Mons. Bózzoli.

## Formación Sacerdotal

### Dimensiones de la Formación Sacerdotal

#### Formación Humana
Fundamento
Sin una adecuada formación humana toda la formación sacerdotal estaría privada de su fundamento necesario”. En efecto, la existencia cristiana y sacerdotal, como don de la gracia, no destruye ni anula la naturaleza del hombre sino que la supone y asume para elevarla y perfeccionarla.
Objetivos
Educar a los seminaristas para que puedan crecer en las principales virtudes y valores humanos, especialmente los siguientes: sinceridad y amor a la verdad; prudencia en los juicios y decisiones; fidelidad a la palabra dada; búsqueda constante de la justicia y de la paz; capacidad de amistad, hospitalidad, diálogo, colaboración, agradecimiento y perdón; espíritu de servicio, solidaridad y sacrificio; austeridad, laboriosidad, responsabilidad e iniciativa; moderación en el hablar y actuar; aptitud para el silencio y la soledad.
Que los seminaristas puedan lograr un conocimiento realista de la propia persona y una recta valoración de sí mismos. De esta manera podrán potenciar sus virtudes, asumir sus limitaciones y las de los demás, y vivir así la esperanza que permite superar las tentaciones de desaliento, agobio y pesimismo. Esta tarea implica un reconocimiento sincero de la historia personal y familiar, así como del influjo del medio cultural en la estructuración de la propia personalidad. En orden al conocimiento de sí mismo es necesario promover el discernimiento de las motivaciones que dan origen a los comportamientos más habituales.
Educar a los jóvenes de tal modo que puedan vivir la afectividad y la sexualidad como camino de maduración humana y preparación al celibato sacerdotal. “A la vista del compromiso del celibato, la madurez afectiva ha de saber incluir, dentro de las relaciones humanas de serena amistad y profunda fraternidad, un gran amor, vivo y personal, a Jesucristo”.
Medios
- Diálogo personal con los formadores y los compañeros;
- Dedicación constante al estudio personal y preparación atenta de las tareas apostólicas;
- Clima de libertad y autoformación responsable;
- Participación activa en la comunidad del Seminario asumiendo responsabilidades y oficios propios de la casa, incluyendo el trabajo manual;
- Descanso, deporte, esparcimiento, actividades comunes como campamentos, salidas comunitarias, etc.;
- Educación sexual y educación de las virtudes;
- Apertura a la realidad a través de los medios de comunicación, educando una prudente valoración crítica;
- Experiencias y pruebas formativas especiales;
- Asistencia profesional de psicólogos y médicos competentes y conocedores de la vida consagrada.

#### Formación Espiritual
Fundamento
La formación espiritual ha de proporcionarse de manera que dinamice y plenifique el crecimiento humano y cristiano de los futuros sacerdotes, y sea el sólido fundamento de su formación pastoral.
La vida espiritual, entendida como relación y amistad con Dios, tiene que empeñar totalmente a la persona del seminarista introduciéndolo en la comunión profunda con Jesucristo, buen Pastor, bajo el impulso del Espíritu y en actitud filial respecto del Padre; a la vez ha de conducirlo a la comunión fraterna con los hermanos, a la adhesión confiada a la Iglesia y a la experiencia redentora de la cruz.
Objetivos
La formación espiritual ha de procurar en primer lugar la consolidación de la vida cristiana de los seminaristas surgida de una experiencia personal de Cristo y de su Iglesia, que los anime a una conversión totalizante y a una elección y seguimiento radical de Jesucristo. La búsqueda de Jesús ha de conducirlos cada día a una relación de profunda amistad con El. “En cierto modo la vida espiritual del que se prepara al sacerdocio está dominada por esta búsqueda: por ella y por el “encuentro” con el Maestro, para seguirlo, para estar en comunión con El”93.
Medios
“El conocimiento amoroso y la familiaridad orante con la Palabra de Dios revisten un significado específico en el ministerio profético del sacerdote”. A la luz y con la fuerza de esta Palabra “es como puede descubrirse, comprenderse, amarse y seguirse la propia vocación”. Por eso ha de exhortarse a los seminaristas a “leer y estudiar asiduamente la Escritura para no volverse predicadores vacíos de la Palabra, que no la escuchan por dentro”.

#### Formación Intelectual
Fundamento
La formación intelectual de los futuros pastores “encuentra su justificación específica en la misma identidad del ministerio ordenado y manifiesta su urgencia actual ante el reto de la Nueva Evangelización”.
El sacerdote, identificado con Jesucristo por el sacramento del Orden, está llamado a ser evangelizador, testigo de la verdad y maestro de la fe. Su misión apostólica será cumplida en una sociedad influida por el secularismo moderno, que al dejar de lado a Dios, conduce a la indiferencia religiosa y a la desconfianza en la capacidad de la razón para alcanzar la verdad objetiva, privando de su pleno sentido a la vida humana; todo lo cual “exige un excelente nivel de formación intelectual, que haga a los sacerdotes capaces de anunciar -precisamente en ese contexto- el inmutable Evangelio de Cristo y hacerlo creíble frente a las legítimas exigencias de la razón humana”.
Objetivos
La formación intelectual en el Seminario ha de brindar una visión integral y orgánica de los misterios de la fe que sirva a la maduración cristiana del futuro pastor, al desarrollo de su vida espiritual, a la comprensión y valoración de su consagración y al ejercicio competente de su ministerio en el seno del Pueblo de Dios y de la sociedad en que vive.
Es de capital importancia suscitar en los futuros sacerdotes el amor a la verdad mediante el hábito del estudio, la formación de una mente clara y ordenada para afrontar la complejidad de muchas situaciones pastorales, y la capacidad de expresión y comunicación -tanto oral como escrita- del mensaje revelado, de modo que sus palabras sean entendidas con facilidad por todos.
La formación filosófica tendrá como principal objetivo abordar los problemas más fundamentales que se encuentran en el centro de las preocupaciones de los hombres de nuestro tiempo e invaden todos los campos de la cultura. En ellos se encuentran evocados los eternos temas del pensamiento humano: el sentido de la vida y de la muerte, del bien y del mal, el fundamento de los valores, la capacidad de conocer la verdad, la dignidad y los derechos de la persona, el sufrimiento y la injusticia, etc..
Para esto se procurará brindar una sólida base doctrinal “fundada en el patrimonio filosófico siempre válido, cuyos representantes son los más grandes filósofos cristianos que han transmitido los primeros principios filosóficos, que poseen fuerza perenne por estar fundados en la naturaleza misma”. Sobre este cimiento firme, se tendrá en cuenta las corrientes filosóficas modernas, principalmente aquéllas que ejercen mayor influencia en nuestra nación.

#### Formación Pastoral
Fundamento
“Toda la formación de los candidatos al sacerdocio está orientada a prepararlos de una manera específica para comunicar la caridad de Cristo, buen Pastor. Por tanto, esta formación, en sus diversos aspectos, debe tener un carácter esencialmente pastoral… La finalidad pastoral asegura a la formación humana, espiritual e intelectual algunos contenidos y características concretas, a la vez que unifica y determina toda la formación de los futuros sacerdotes”.
Por eso, es necesario una formación específicamente pastoral que incluya tanto la reflexión teológica acerca de la misión de la Iglesia como las necesarias ejercitaciones y prácticas que han de acompañarla.
La formación pastoral se ha de comunicar de tal modo que, tanto el estudio como la actividad pastoral, se alimenten y apoyen en una fuente interior que es la comunión cada vez más profunda con la caridad pastoral de Jesucristo. De esta manera, los seminaristas crecerán sobre todo en “un modo de estar en comunión con los mismos sentimientos y actitudes de Cristo, buen Pastor”.
Objetivos
Se debe preparar a los candidatos al sacerdocio para vivir y comunicar la caridad de Cristo buen Pastor, que caminó delante de sus ovejas, conociéndolas y siendo conocido por ellas. Los futuros pastores aprenderán a buscar la santidad en el cumplimiento fiel e incansable del ministerio pastoral.
Se enseñará la teología pastoral para que los seminaristas puedan realizar “una reflexión científica sobre la Iglesia en su vida diaria, con la fuerza del Espíritu, a través de la historia; una reflexión, sobre la Iglesia como “sacramento universal de salvación”, como signo e instrumento vivo de la salvación de Jesucristo en la Palabra, en los Sacramentos y en el servicio de la caridad”.
Medios
Los Seminarios contarán con un plan o itinerario de formación pastoral que incluya la instrucción teórico-práctica y las ejercitaciones a realizarse a lo largo del proceso formativo. Le compete de manera directa al responsable o prefecto de pastoral la tarea de su programación, ejecución y evaluación en coordinación con los demás formadores y bajo la guía del rector.

#### Formación Comunitaria
Fundamento
La vida en comunidad es el ambiente natural y cotidiano donde se forman los jóvenes seminaristas y posee una importancia decisiva debido a las posibilidades que ofrece para su maduración humana, cristiana y sacerdotal. Cuando está animada adecuadamente, la vida comunitaria permite que el joven viva una nueva y más auténtica relación consigo mismo y con los demás. El seminarista aprende de manera progresiva a conocerse, aceptarse y vivir en paz consigo mismo, disponiéndose para entablar vínculos de amistad y solidaridad, dentro de la Iglesia y en relación con el mundo.
Objetivos
La vida en el Seminario debe ser expresión de la Iglesia que es Familia de Dios animada por la caridad. Para ello, la experiencia comunitaria ha de favorecer “que se viva en el Seminario no de un modo extrínseco y superficial, como si fuera un simple lugar de habitación y de estudio, sino de un modo interior y profundo: como una comunidad específicamente eclesial”.
Por la experiencia de la vida en común, los seminaristas han de a adquirir una disposición constante para la colaboración, el diálogo sincero, la integración y comunicación con los demás, y el trabajo en equipo.
La formación comunitaria ayudará también a fomentar “estrechos lazos de unión entre los alumnos y sus propios Obispos, a la vez que con el presbiterio diocesano, basados en una caridad recíproca, diálogo frecuente y toda clase de colaboración”.
Medios
La vida litúrgica, especialmente la celebración cotidiana de la Eucaristía, consolida en la unidad a toda la comunidad del Seminario y da a los seminaristas un espíritu común que los prepara a vivir la unidad del presbiterio. “Por eso, la celebración litúrgica ha de hacerse de manera que resulte evidente su naturaleza comunitaria y sobrenatural, y de este modo sea en verdad fuente y vínculo de la vida común propia del Seminario”.
Será también muy importante la oración común, en todas sus formas, y un ambiente de silencio en los lugares y momentos oportunos.
A fin de lograr un ambiente favorable al desarrollo de las relaciones humanas se aconseja, según el número de seminaristas, cierta distribución en grupos o comunidades que respete, sin embargo, la unidad del Seminario. El número de integrantes de cada grupo debe determinarse con prudencia, teniendo en cuenta que cuando es muy reducido puede empobrecerse la vida comunitaria y cuando es demasiado numeroso puede masificarse.
En lo posible, tenga cada grupo su propio sacerdote responsable que, en comunión con el equipo de formadores y en diálogo frecuente con los alumnos, realice la tarea formativa según los criterios del Seminario.
Conviene que estas comunidades menores practiquen periódicamente la revisión de vida de acuerdo con las orientaciones dadas por el Seminario y con los objetivos propuestos para la etapa formativa del grupo.

### Etapas de la Formación Sacerdotal
1° Etapa: Curso Introductorio
Todo Seminario mayor contará obligatoriamente con un curso introductorio que durará, como mínimo, un año. Pertenecen a esta etapa los jóvenes que ingresan al Seminario y comienzan su formación al sacerdocio.
El Obispo, atento al parecer del rector y teniendo en cuenta la procedencia y preparación previa de los candidatos, podrá dispensarlos de este curso. En los Seminarios Inter diocesanos las excepciones a esta norma serán concedidas de acuerdo a lo previsto en los estatutos de los mismos.
La finalidad de este curso es principalmente la iniciación espiritual de los seminaristas para que, con serenidad y con una oración intensa, maduren su opción por el sacerdocio ministerial
2° Etapa: Previa a la Admisión
A esta etapa pertenecen los seminaristas que han concluido el curso introductorio. Comprende el bienio o trienio de estudios filosóficos.
La finalidad de este período formativo es la verificación e internalización de la opción vocacional y el logro de un desarrollo humano y cristiano básico y estable. Se intenta que el seminarista pase de una fase subjetiva a otra más objetiva en el planteo vocacional (objetivación de las propias motivaciones vocacionales).
3° Etapa: Ministerios de Lector y Acolitado
Pertenecen a esta etapa los seminaristas que han recibido la admisión como candidatos a las sagradas órdenes. Es el período de estudios eminentemente teológicos.
Durante esta etapa ha de tener lugar, ordinariamente, la recepción de los ministerios de lector y acólito que deberán ejercerse durante un tiempo conveniente229. Compete al Obispo determinar en su diócesis el momento en que serán conferidos los ministerios. Para ello ha de tener en cuenta, atento al juicio del rector del Seminario, que los candidatos hayan cumplido de manera suficiente los objetivos propuestos para esta etapa.
La finalidad formativa de este período es la asimilación e identificación con el ser y el ministerio del presbítero diocesano.
4° Etapa: Diaconado
Esta última etapa está integrada por los candidatos que han sido promovidos al diaconado.
La ordenación diaconal podrá tener lugar una vez terminado el quinto año del ciclo de estudios filosófico y teológicos; es decir, no antes de concluido el penúltimo año de los estudios eclesiásticos. “Entre el acolitado y el diaconado debe haber un espacio por lo menos de seis meses”.
A fin de favorecer un aprovechamiento más intenso de esta etapa formativa, es conveniente que el diaconado sea conferido hacia el final del último año de los estudios eclesiásticos, o, incluso, una vez concluidos los mismos. Los diáconos que sean alumnos y vivan en el Seminario -sobre todo cuando se trata de Seminarios regionales o Inter diocesanos donde esta situación no sea común a todas las diócesis-, han de adaptarse a la disciplina interna de la casa, cumpliendo en lo que les corresponda, las normas del reglamento.
La edad mínima para recibir el diaconado es de veintitrés años cumplidos. Es facultad de cada Obispo diocesano imponer una edad mayor para recibir el orden del diaconado. La dispensa de la edad mínima requerida está reservada a la Santa Sede cuando el tiempo es superior a un año.
Por la ordenación el diácono queda incardinado en la Iglesia particular para cuyo servicio fue promovido.
La finalidad de esta etapa es la identificación con Cristo, Siervo y Pastor, mediante la incorporación al presbiterio diocesano y la participación creciente en las tareas pastorales ejerciendo y animando la caridad. Se insistirá pues, en la nueva condición de ministro ordenado que dimana del diaconado, en los aspectos de conducción y servicio pastoral vividos en comunión con el Obispo y el presbiterio.
“Sólo puede recibir el presbiterado quien haya cumplido veinticinco años de edad y goce de suficiente madurez a juicio del Obispo”.
El intervalo entre el diaconado y el presbiterado nunca ha de ser menor de seis meses.

### Responsables de la Formación

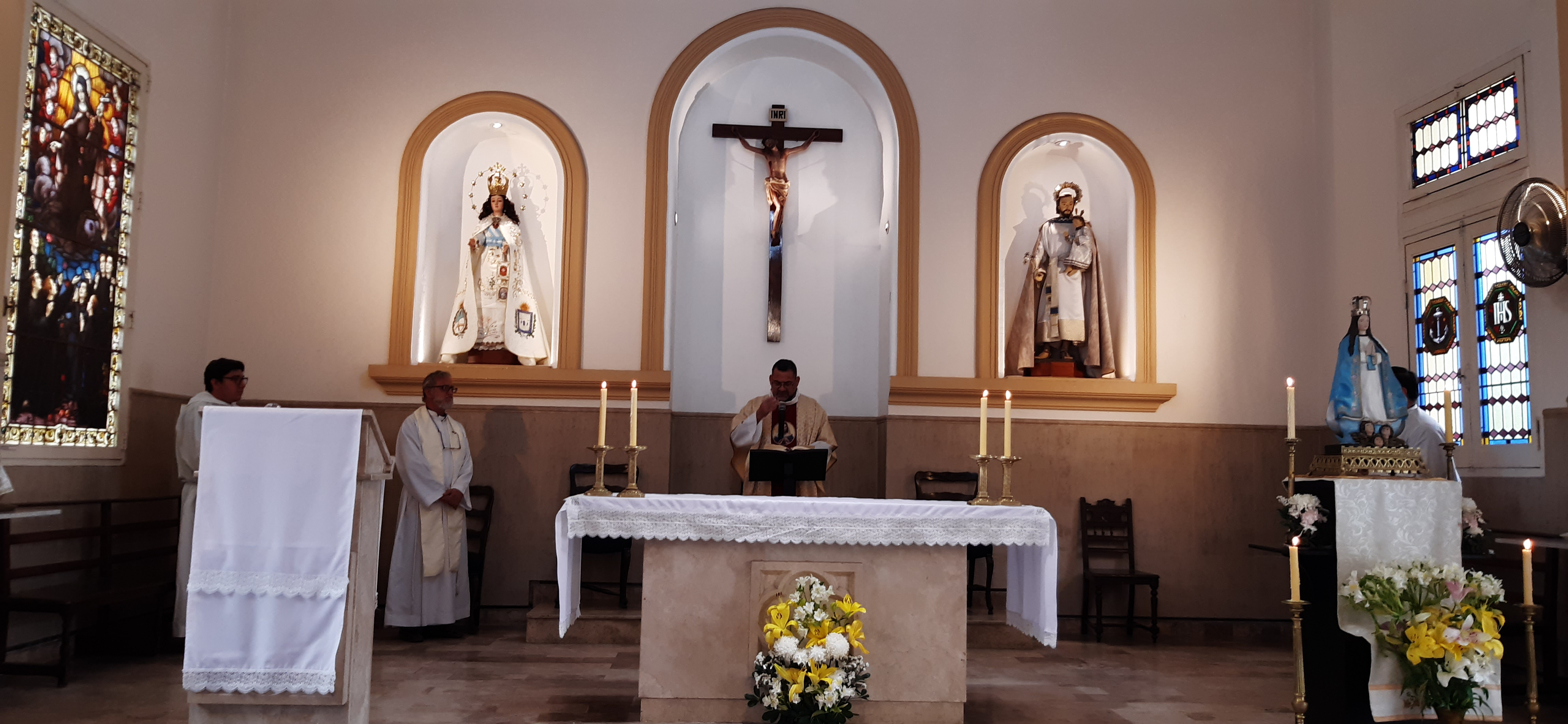
Capilla Mayor del Seminario

En resumen, la formación del clero del Seminario Mayor y Menor ha estado a cargo en distintos periodos por varias comunidades de sacerdotes:
- Padres Lourdistas (1899-1906) Seminario Mayor
- Clero diocesano (1912-1932) Seminario Menor
- Sacerdotes del Verbo Divino (1932-1962) Seminario Mayor en Catamarca
- Hermandad de sacerdotes Diocesanos Operarios (1933-1991) Seminario Menor
- Hermandad de sacerdotes Diocesanos Operarios (1963-1991) Seminario Mayor
- Clero Diocesano (1991-actualidad)

## Casa de Verano en Tacanas
Cuando en nuestro seminario hubo un número suficiente para sostener una residencia veraniega fueron muchos los lugares propuestos. Los seminaristas siempre tuvieron el espacio para compartir su descanso:
- 1919 Humauaca, Jujuy

- 1923 Tafí Viejo, Casa Parroquial, Tucumán

- 1924 La Bomba, Ingenio Hileret, Tucumán

- 1925 La Cocha, Tucumán
- 1925 San Antonio, Jujuy

Así se fue solucionando de modo provisional hasta que en 1927 decidió Mons. Piedrabuena establecer la residencia de verano de modo definitivo en un encantado paraje distante 8 kilómetros de San Pedro de Colalao, donde adquirió 80 hectáreas comprendidas entre los ríos Ceibalito y Tacanas.